# Tofu kozó
A Tofu kozó (豆富小僧) japán háromdimenziós animefilm, melyet Szugii Giszaburó és Kavahara Sinmei rendezett, zenéjét a S.E.N.S. Project komponálta. A film főszereplőinek hangját Hirano Aja (Murota Ai), Fukada Kjoko (Tofu kozó) és Takeda Tecuja (daruma) kölcsönözték. Ez az első japán háromdimenziós animációs film, Kjogoku Nacuhiko Tofu kozó szugoroku-dócsú furidasi című novelláján alapul.
2011. március 22-én mutatták be a 35. Hongkongi Nemzetközi Filmfesztiválon Little Ghostly Adventures of the Tofu Boy címen, míg a japán mozikban 2011. április 29-én.

## Történet
A film Kjogoku Nacuhiko Tofu kozó szugoroku-dócsú Furidasi című novelláján alapul, amely a Tofu-kozó japán folklór feldolgozása. A legenda szerint egy jókai, Tofu kozó (tofufiú) az utak mentén várja az arra utazókat, akiket megpróbál rávenni, hogy egyenek a halálos tofujából. A novella, illetve a film szerint a szellem minden jókaik vezérének, Mikosi Njúdónak (Macudaira Ken) fia, aki kinézete miatt senkit sem képes megijeszteni, ezért apja és a többi szellem is lenézi, tréfát űz belőle. Ezt megunva barátjával, egy darumával (Takeda Tecuja) elindul soha nem látott édesanyja felkutatására, miközben a létezésének értelmét is megpróbálja kideríteni. Az útjuk során néhány tanuki, akik felül akarnak kerekedni a jókaikon bezárja őket egy templomba. Mire sikerül kiszabadulni a rabságukból kétszáz év telik el; az Edo-kor helyett a modern korban találják magukat. Rajtuk kívül egyetlen jókai szellemmel sem találkoznak, és a tanukiknak köszönhetően az emberek teljesen megfeledkeztek a jókaik létezéséről és önző ambíciókat táplálnak beléjük. A tanukik vezére, Lord Trickster (Mijaszako Hirojuki) az emberi technológia segítségével megpróbálja megszerezni Mikositól az időjárás feletti uralmat.

## Szereplők
| Szereplő                                    | Hangja             |
| ------------------------------------------- | ------------------ |
| Tofu-kozó, fiatal jókai                     | Fukada Kjoko       |
| Bódhidharma (daruma), Tofu kozó védelmezője | Takeda Tecuja      |
| Mikosi Njúdó, a jókaik vezére               | Macudaira Ken      |
| Szode-biki kozó, makkalakú jókai fiú        | Koike Teppei       |
| Rokurokubi, Tofu kozó húga                  | Jadzsima Akiko     |
| Mike-nészan, macska kinézetű jókai          | Vatanabe Misza     |
| Sinigami, halálisten                        | Oizumi Jó          |
| Lord Trickster, a tanukik vezére            | Mijaszako Hirojuki |
| Tanuki #702, tanuki                         | Ai Haruna          |
| Murota Ai, fiatal lány aki látja a jókaikat | Aja Hirano         |
| Murota Akane, Ai édesanyja                  | Dan Rei            |

## Zene
A film zenéjét a S.E.N.S. Project japán New Age instrumentális zenekar szerezte, főcímdalául a Scandal Haruka című száma szolgált. Betétdalai között hallható az Aqua Timez Ginga tecudou no joru, Crystal Kay My Dear, a Halcali So Joy Boy és LGMonkees Takaradzsima című számai. A film zenéit tartalmazó album 2011. április 27-én jelent meg, az Oricon eladási stájára nem került fel.
| 1.  | Tofu kozó no uta (豆富小僧の唄)                  | S.E.N.S. Project |  |
| 2.  | Jókai tacsi no utage (妖怪たちの宴)              | S.E.N.S. Project |  |
| 3.  | Tofu kozó tódzsó! (豆富小僧、登場！)             | S.E.N.S. Project |  |
| 4.  | Csindzsu no mori (鎮守の森)                      | S.E.N.S. Project |  |
| 5.  | Okkaszan? (おっかさん？)                         | S.E.N.S. Project |  |
| 6.  | Jami no kehai (闇の気配)                         | S.E.N.S. Project |  |
| 7.  | Dzsidai o koe te (時代を超えて)                  | S.E.N.S. Project |  |
| 8.  | Sinigami no asioto (死神の足音)                  | S.E.N.S. Project |  |
| 9.  | Odzsama sima su (おじゃましま～す)               | S.E.N.S. Project |  |
| 10. | Sihai szuru jami (支配する闇)                    | S.E.N.S. Project |  |
| 11. | Darumadanku (ダルマダンク)                       | S.E.N.S. Project |  |
| 12. | Misson sippai (ミッション失敗)                   | S.E.N.S. Project |  |
| 13. | Manivabusi da jo okkaszan (浪花節だよおっかさん) | S.E.N.S. Project |  |
| 14. | Cat Fight                                        | S.E.N.S. Project |  |
| 15. | Bidzsin nekomata (美人猫又)                      | S.E.N.S. Project |  |
| 16. | Tanuki Dance (タヌキダンス)                      | S.E.N.S. Project |  |
| 17. | Dai dassucu! (大脱出！)                          | S.E.N.S. Project |  |
| 18. | Csiiszana kibó (小さな希望)                      | S.E.N.S. Project |  |
| 19. | Szemari kuru kiki (迫り来る危機)                 | S.E.N.S. Project |  |
| 20. | Kjodai taifuu (巨大台風)                         | S.E.N.S. Project |  |
| 21. | Mikosi njudo todzsó! (見越し入道、登場！)        | S.E.N.S. Project |  |
| 22. | Jókai dai fukkacu (妖怪大復活)                   | S.E.N.S. Project |  |
| 23. | Final Battle                                     | S.E.N.S. Project |  |
| 24. | Ascension                                        | S.E.N.S. Project |  |
| 25. | Ginga tecudó no joru (銀河鉄道の夜)              | Aqua Timez       |  |
| 26. | Haruka (Special Ver.) (ハルカ ~Special Ver.~)    | Scandal          |  |

## Videójáték
A Sekaiyuusya a filmet alapul véve készített egy kiterjesztett valóságon alapuló internetes szerepjátékot.